# Stratiomys nymphis
Stratiomys nymphis is een vliegensoort uit de familie van de Stratiomyidae. De wetenschappelijke naam van de soort is voor het eerst geldig gepubliceerd in 1849 door Walker.